# Laguna Conococha
Conococha (probablemente del Quechua quñuq, qunuq caliente, qucha lago, "lago cálido")  es una laguna ubicada en la Cordillera de los Andes en el noroeste del Perú. Está emplazada sobre la meseta homónima en la Región Áncash en la provincia de Bolognesi, a una altitud de 4 050 m s. n. m. 10°07′40″S 77°17′02″O / -10.12778, -77.28389 en el camino de Callejón de Huaylas a Chiquián.

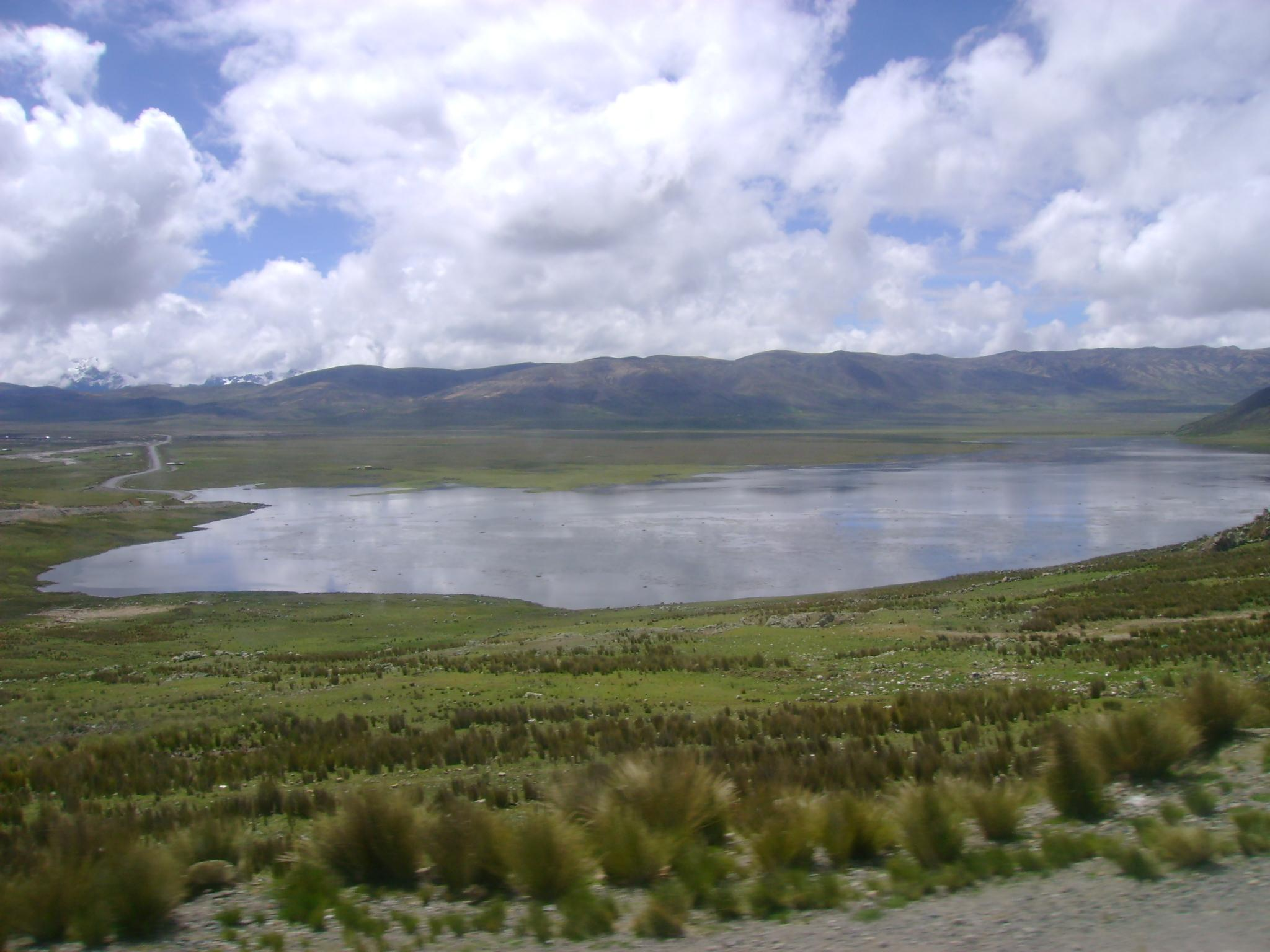
Laguna Conococha, llegando al poblado.

El lago es considerado como el manantial del Río Santa a 200 kilómetros de allí en dirección al norte, entre la Cordillera Negra y la Cordillera Blanca.
La laguna Conococha es alimentada por pequeños arroyos de la Cordillera Negra, en el oeste y la Cordillera Blanca en el este. El principal afluente del lago es el Río Tuco que tiene su origen en la Laguna Tuco (9°56′40″S 77°11′44″O / -9.94444, -77.19556) alrededor de 5000 m s. n. m. en uno de los glaciares del Nevado de Tuco.
El pueblo de Conococha se encuentra en la orilla occidental del lago, donde se cruzan las carreteras que llevan a Lima, Pativilca, Huaraz, Ocros,Ticllos y Chiquián.
A pesar de la extrema altitud el lago es rico en peces, entre ellos el salmón y la trucha, entre otros. En 1996, una nueva rana del género Telmatobius fue descubierta en el lago que es distinta de otras especies peruanas, como fue informado por los científicos Antonio W. Salas y Ulrich Sinsch en nombre del Museo de Historia Natural de Lima.
La empresa minera regional de cobre y zinc Centauro ha sido acusada de reducir los niveles de agua de la laguna Conococha, afectando a las especies vegetales y animales, y de contaminar la región con residuos minerales tóxicos. El 6 de diciembre de 2010, protestas contra esta empresa trajeron numerosos heridos y la muerte de un poblador local, Muñante Cadillo Vergara, comunero de Utcuyacu, a manos de la policía Nacional. Los comuneros acusan directamente al gobierno central de haber otorgado concesiones indebidas a la minera antes mencionada.  

## Galería de imágenes
|                                       |
| Biodiversidad de la laguna conococha. |

|           |
| Anas puna |

|                          |
| Phoenicopterus chilensis |